# Valentina Bergamaschi
Pour les articles homonymes, voir Bergamaschi.
Valentina Bergamaschi, née le 22 janvier 1997 à Varèse, est une footballeuse internationale italienne, qui joue au poste de défenseure à lAS Rome.
Membre de l'équipe nationale italienne de football féminine depuis 2016, Bergamaschi a également remporté la troisième place du Championnat d'Europe féminin des moins de 17 ans de 2014 et de la Coupe du monde féminine des moins de 17 ans de 2014.

## Carrière en club
Valentina Bergamaschi est née le 22 janvier 1997 à Varèse mais a grandi et a vécu avec ses parents à Cittiglio. Elle a commencé la compétition en rejoignant le FC Caravate, un club qui promeut le football à Caravate, jouant avec les garçons à partir de neuf ans. 
En mai 2011, Bergamaschi est appelée en équipe féminine U15 de Lombardie pour participer au Torneo delle Regioni (Tournoi des régions) qui a eu lieu à Chianciano Terme du 26 juin au 3 juillet 2011. Au cours du tournoi remporté par la Lombardie en battant la Vénétie en finale, Bergamaschi a marqué l'un des buts et a été remarquée par les sélectionneurs de l'équipe nationale italienne de football des moins de 17 ans. 
Bergamaschi a été contactée par plusieurs clubs de football de divisions supérieures, mais a décidé de signer pour Alto Verbano, un club du championnat régional italien Serie D 2011-2012, cinquième niveau du football féminin italien. Alto Verbano en tête du classement, est promu en Serie C pour la saison 2012-2013. 
Au cours du marché des transferts d'été 2014, elle rejoint Rapid Lugano de la Swiss Nationalliga B.  À la fin de la saison 2014-2015, le club est promu à la Nationalliga A. Bergamaschi décide de rester pour la saison suivante. Avant la saison 2016-2017, elle est transférée au FC Neunkirch. Avec ce club elle remporte le doublé en championnat et en Coupe féminine Suisse lors de la saison 2016-2017, terminant meilleur buteur de la ligue avec 24 buts. Mais en juin 2017, elle se retrouve libre lorsque Neunkirch se retire du championnat suisse. Début juillet, elle rejoint Brescia, première opportunité de jouer en Serie A. 
En juillet 2018, elle signe en tant que professionnelle à l'AC Milan femmes, club récemment formé.

## Carrière internationale
Valentina Bergamaschi est appelée dans l'équipe nationale italienne pour le Tournoi international de football féminin de 2016 à Manaus.
En 2019, elle fait partie des 23 joueuses retenues afin de participer à la Coupe du monde organisée en France.

## Palmarès

### FC Neunkirch
- Nationalliga A : gagnante 2017
- Coupe Suisse femmes : gagnante 2017

### Brescia Calcio Femminile
- Super Coupe italienne féminine : gagnante 2017